# Abid Hamid Mahmud
Abid Al-Hamid Mahmud al-Tikriti (Baghdad, 21 settembre 1957 – Baghdad, 7 giugno 2012) è stato un generale e politico iracheno, segretario personale di Saddam Hussein dal 1990 al 2003 e capo dell'Organizzazione di Sicurezza Speciale Irachena dal 1992 al 1997.

## Biografia
Mahmud ha iniziato la sua carriera militare come sottufficiale nell'Esercito iracheno ha scalato i vertici militari fino a diventare tenente generale ed è entrato a far parte della guardia del corpo personale di Saddam Hussein ed infine è diventato il segretario personale del dittatore.
Cugino lontano di Saddam Hussein, gli osservatori lo hanno considerato per molto come il braccio destro di quest'ultimo. Ha sempre mantenuto un contatto costante con il presidente iracheno e ha agito come protettore controllando ogni accesso a lui.È stato considerato un uomo di fiducia insieme al figlio di Saddam Qusayy nel controllo dell'Organizzazione di Sicurezza Speciale Irachena.
È stato designato come un asso di quadri nelle Carte da gioco Most-wanted iraqi e come quarto membro più importante da catturare insieme a 'Uday Saddam e a Qusayy Saddam Hussein.
È stato catturato in seguito in un raid congiunto tra i membri dello squadrone b della Delta Force ,dello squadrone g della SAS, del 1º battaglione statunitense e della 4ª divisione di fanteria statunitense a Tikrit il 16 giugno 2003. A quella data era considerato come il "maggiore successo" dalla fine delle ostilità in Iraq e come segno che Saddam Hussein sarebbe stato trovato in breve tempo.
Il 29 aprile 2008 è apparso davanti al Tribunale Speciale Iracheno insieme a Tareq Aziz, Ali Hassan al-Majid, Watban Ibrahim al-Nassiri e Sabawi Ibrahim al-Hassan.
Il 26 ottobre 2010 è stato condannato a morte dal tribunale iracheno in seguito al suo coinvolgimento nell'organizzare una purga contro i partiti politici vietati in Iraq negli anni'80 e '90, inclusi molti casi di assassinio e detenzioni senza processo.
Il 7 giugno 2012 è stato impiccato, secondo quanto riferito dal portavoce del ministero di giustizia iracheno.